# Птича малария
Птича малария се нарича заболяване при птиците, причинявано от вътреклетъчен паразит, разрушаваш еритроцитите на кръвта. Причинява се от родствен на маларията при бозайниците плазмодии, наречен Plasmodium relictum.

## Етиология
Основният причинител на птичата малария е едноклетъчен паразит протозой наречен Plasmodium relictum. Той се среща основно в тропическите райони на света. Съществуват още два вида плазмодии от видовете Plasmodium anasum и Plasmodium gallinaceum, които са доста по-рядко срещани с изключение на единични случаи в крупни птицеферми.

## Епизоотология
Вектор на заболяването са комари. Типичен пример за това е комарът от вида Culex quinquefasciatus, който е интродуциран на Хавайските острови и се превръща в основен вектор на заболяването там. Този факт довежда до сериозна заплаха на местните птичи популации. Подобна човешка намеса в пренасянето на нови видове животни и болести може да застраши сериозно ендемични видове на планетата.

## Патогенеза и клинични признаци
Посредством слюнката при ухапване от комар, плазмодият попада в организма и започва да се възпроизвежда в червените кръвни телца (еритроцити). В резултат на това те се разрушават и нивото им в кръвта бързо започва да спада. Намаляват приносителите на кислород до тъканите и поради тази причина организма бързо отслабва и се стига до смърт.